# فرانسه در مسابقه آواز یوروویژن
فرانسه تاکنون ۶۲ بار در مسابقه آواز یوروویژن شرکت کرده‌است که اولین بارش در سال ۱۹۵۶ (اولین دوره مسابقات) بود. فرانسه تاکنون فقط دوبار در یوروویژن شرکت نکرده‌است: مسابقه آواز یوروویژن ۱۹۷۴ و
مسابقه آواز یوروویژن ۱۹۸۲ و همراه با ایتالیا، اسپانیا، آلمان و بریتانیا «پنج بزرگ» را تشکیل می‌دهند که نیازی به شرکت در نیمه‌نهایی ندارند و مستقیماً به فینال می‌روند. فرانسه تاکنون پنج بار برنده یوروویژن شده‌است. ۱۹۵۸٬۱۹۶۰، ۱۹۶۲، ۱۹۶۹، ۱۹۷۷.

## خلاصه
راهنما
| سال                       | هنرمند                              | زبان                      | عنوان                                       | فینال         | امتیاز        | نیمه‌نهایی                   | امتیاز                      |
| ------------------------- | ----------------------------------- | ------------------------- | ------------------------------------------- | ------------- | ------------- | --------------------------- | --------------------------- |
| مسابقه آواز یوروویژن ۱۹۵۶ | Mathé Altéry                        | زبان فرانسوی              | "Le temps perdu"                            | 2[a]          | N/A           | بدون نیمه‌نهایی              | بدون نیمه‌نهایی              |
| مسابقه آواز یوروویژن ۱۹۵۶ | Dany Dauberson                      | فرانسوی                   | "Il est là"                                 | ۲             | N/A           | بدون نیمه‌نهایی              | بدون نیمه‌نهایی              |
| مسابقه آواز یوروویژن ۱۹۵۷ | Paule Desjardins                    | فرانسوی                   | "La belle amour"                            | 2             | ۱۷            | بدون نیمه‌نهایی              | بدون نیمه‌نهایی              |
| مسابقه آواز یوروویژن ۱۹۵۸ | آندری کلوو                          | فرانسوی                   | "Dors, mon amour"                           | 1             | ۲۷            | بدون نیمه‌نهایی              | بدون نیمه‌نهایی              |
| مسابقه آواز یوروویژن ۱۹۵۹ | Jean Philippe                       | فرانسوی                   | "Oui, oui, oui, oui"                        | 3             | ۱۵            | بدون نیمه‌نهایی              | بدون نیمه‌نهایی              |
| مسابقه آواز یوروویژن ۱۹۶۰ | ژاکلین بویر                         | فرانسوی                   | "Tom Pillibi"                               | 1             | ۳۲            | بدون نیمه‌نهایی              | بدون نیمه‌نهایی              |
| مسابقه آواز یوروویژن ۱۹۶۱ | Jean-Paul Mauric                    | فرانسوی                   | "Printemps, avril carillonne"               | 4             | ۱۳            | بدون نیمه‌نهایی              | بدون نیمه‌نهایی              |
| مسابقه آواز یوروویژن ۱۹۶۲ | ایزابله اوبرت                       | فرانسوی                   | "Un premier amour"                          | 1             | ۲۶            | بدون نیمه‌نهایی              | بدون نیمه‌نهایی              |
| مسابقه آواز یوروویژن ۱۹۶۳ | Alain Barrière                      | فرانسوی                   | "Elle était si jolie"                       | 5             | ۲۵            | بدون نیمه‌نهایی              | بدون نیمه‌نهایی              |
| مسابقه آواز یوروویژن ۱۹۶۴ | Rachel                              | فرانسوی                   | "Le chant de Mallory"                       | 4             | ۱۴            | بدون نیمه‌نهایی              | بدون نیمه‌نهایی              |
| مسابقه آواز یوروویژن ۱۹۶۵ | Guy Mardel                          | فرانسوی                   | "N'avoue jamais"                            | 3             | ۲۲            | بدون نیمه‌نهایی              | بدون نیمه‌نهایی              |
| مسابقه آواز یوروویژن ۱۹۶۶ | Dominique Walter                    | فرانسوی                   | "Chez nous"                                 | 16            | ۱             | بدون نیمه‌نهایی              | بدون نیمه‌نهایی              |
| مسابقه آواز یوروویژن ۱۹۶۷ | Noëlle Cordier                      | فرانسوی                   | "Il doit faire beau là-bas"                 | 3             | ۲۰            | بدون نیمه‌نهایی              | بدون نیمه‌نهایی              |
| مسابقه آواز یوروویژن ۱۹۶۸ | ایزابله اوبرت                       | فرانسوی                   | "La source"                                 | 3             | ۲۰            | بدون نیمه‌نهایی              | بدون نیمه‌نهایی              |
| مسابقه آواز یوروویژن ۱۹۶۹ | فریدا بوکارا                        | فرانسوی                   | "Un jour, un enfant"                        | 1             | ۱۸            | بدون نیمه‌نهایی              | بدون نیمه‌نهایی              |
| مسابقه آواز یوروویژن ۱۹۷۰ | گای بونت                            | فرانسوی                   | "Marie-Blanche"                             | 4             | ۸             | بدون نیمه‌نهایی              | بدون نیمه‌نهایی              |
| مسابقه آواز یوروویژن ۱۹۷۱ | Serge Lama                          | فرانسوی                   | "Un jardin sur la terre"                    | 10            | ۸۲            | بدون نیمه‌نهایی              | بدون نیمه‌نهایی              |
| مسابقه آواز یوروویژن ۱۹۷۲ | Betty Mars                          | فرانسوی                   | "Comé-comédie"                              | 11            | ۸۱            | بدون نیمه‌نهایی              | بدون نیمه‌نهایی              |
| مسابقه آواز یوروویژن ۱۹۷۳ | Martine Clemenceau                  | فرانسوی                   | "Sans toi"                                  | 15            | ۶۵            | بدون نیمه‌نهایی              | بدون نیمه‌نهایی              |
| مسابقه آواز یوروویژن ۱۹۷۴ | Dani                                | فرانسوی                   | "La vie à vingt-cinq ans"                   | کناره‌گیری کرد | کناره‌گیری کرد | بدون نیمه‌نهایی              | بدون نیمه‌نهایی              |
| مسابقه آواز یوروویژن ۱۹۷۵ | Nicole Rieu                         | فرانسوی                   | "Et bonjour à toi l'artiste"                | 4             | ۹۱            | بدون نیمه‌نهایی              | بدون نیمه‌نهایی              |
| مسابقه آواز یوروویژن ۱۹۷۶ | Catherine Ferry                     | فرانسوی                   | "Un, deux, trois"                           | 2             | ۱۴۷           | بدون نیمه‌نهایی              | بدون نیمه‌نهایی              |
| مسابقه آواز یوروویژن ۱۹۷۷ | ماری مریام                          | فرانسوی                   | "L'oiseau et l'enfant"                      | 1             | ۱۳۶           | بدون نیمه‌نهایی              | بدون نیمه‌نهایی              |
| مسابقه آواز یوروویژن ۱۹۷۸ | Joël Prévost                        | فرانسوی                   | "Il y aura toujours des violons"            | 3             | ۱۱۹           | بدون نیمه‌نهایی              | بدون نیمه‌نهایی              |
| مسابقه آواز یوروویژن ۱۹۷۹ | آن-ماری داوید                       | فرانسوی                   | "Je suis l'enfant soleil"                   | 3             | ۱۰۶           | بدون نیمه‌نهایی              | بدون نیمه‌نهایی              |
| مسابقه آواز یوروویژن ۱۹۸۰ | Profil                              | فرانسوی                   | "Hé, hé M'sieurs dames"                     | 11            | ۴۵            | بدون نیمه‌نهایی              | بدون نیمه‌نهایی              |
| مسابقه آواز یوروویژن ۱۹۸۱ | Jean Gabilou                        | فرانسوی                   | "Humanahum"                                 | 3             | ۱۲۵           | بدون نیمه‌نهایی              | بدون نیمه‌نهایی              |
| مسابقه آواز یوروویژن ۱۹۸۲ | شرکت نکرد                           | شرکت نکرد                 | شرکت نکرد                                   | شرکت نکرد     | شرکت نکرد     | بدون نیمه‌نهایی              | بدون نیمه‌نهایی              |
| مسابقه آواز یوروویژن ۱۹۸۳ | گای بونت                            | فرانسوی                   | "Vivre"                                     | 8             | ۵۶            | بدون نیمه‌نهایی              | بدون نیمه‌نهایی              |
| مسابقه آواز یوروویژن ۱۹۸۴ | Annick Thoumazeau                   | فرانسوی                   | "Autant d'amoureux que d'étoiles"           | 8             | ۶۱            | بدون نیمه‌نهایی              | بدون نیمه‌نهایی              |
| مسابقه آواز یوروویژن ۱۹۸۵ | Roger Bens                          | فرانسوی                   | "Femme dans ses rêves aussi"                | 10            | ۵۶            | بدون نیمه‌نهایی              | بدون نیمه‌نهایی              |
| مسابقه آواز یوروویژن ۱۹۸۶ | Cocktail Chic                       | فرانسوی                   | "Européennes"                               | 17            | ۱۳            | بدون نیمه‌نهایی              | بدون نیمه‌نهایی              |
| مسابقه آواز یوروویژن ۱۹۸۷ | Christine Minier                    | فرانسوی                   | "Les mots d'amour n'ont pas de dimanche"    | 14            | ۴۴            | بدون نیمه‌نهایی              | بدون نیمه‌نهایی              |
| مسابقه آواز یوروویژن ۱۹۸۸ | ژرار لنورمان                        | فرانسوی                   | "Chanteur de charme"                        | 10            | ۶۴            | بدون نیمه‌نهایی              | بدون نیمه‌نهایی              |
| مسابقه آواز یوروویژن ۱۹۸۹ | Nathalie Pâque                      | فرانسوی                   | "J'ai volé la vie"                          | 8             | ۶۰            | بدون نیمه‌نهایی              | بدون نیمه‌نهایی              |
| مسابقه آواز یوروویژن ۱۹۹۰ | Joëlle Ursull                       | فرانسوی                   | "White and Black Blues"                     | 2             | ۱۳۲           | بدون نیمه‌نهایی              | بدون نیمه‌نهایی              |
| مسابقه آواز یوروویژن ۱۹۹۱ | آمینه العنابی                       | فرانسوی                   | "C'est le dernier qui a parlé qui a raison" | 2             | ۱۴۶           | بدون نیمه‌نهایی              | بدون نیمه‌نهایی              |
| مسابقه آواز یوروویژن ۱۹۹۲ | Kali                                | فرانسوی، Antillean Creole | "Monté la riviè"                            | 8             | ۷۳            | بدون نیمه‌نهایی              | بدون نیمه‌نهایی              |
| مسابقه آواز یوروویژن ۱۹۹۳ | پاتریک فیوری                        | فرانسوی، زبان کرسی        | "Mama Corsica"                              | 4             | ۱۲۱           | Kvalifikacija za Millstreet | Kvalifikacija za Millstreet |
| مسابقه آواز یوروویژن ۱۹۹۴ | Nina Morato                         | فرانسوی                   | "Je suis un vrai garçon"                    | 7             | ۷۴            | بدون نیمه‌نهایی              | بدون نیمه‌نهایی              |
| مسابقه آواز یوروویژن ۱۹۹۵ | Nathalie Santamaria                 | فرانسوی                   | "Il me donne rendez-vous"                   | 4             | ۹۴            | بدون نیمه‌نهایی              | بدون نیمه‌نهایی              |
| مسابقه آواز یوروویژن ۱۹۹۶ | Dan Ar Braz & L'Héritage des Celtes | زبان برتون                | "Diwanit Bugale"                            | 19            | ۱۸            | 11                          | ۵۵                          |
| مسابقه آواز یوروویژن ۱۹۹۷ | Fanny                               | فرانسوی                   | "Sentiments songes"                         | 7             | ۹۵            | بدون نیمه‌نهایی              | بدون نیمه‌نهایی              |
| مسابقه آواز یوروویژن ۱۹۹۸ | Marie Line                          | فرانسوی                   | "Où aller"                                  | 24            | ۳             | بدون نیمه‌نهایی              | بدون نیمه‌نهایی              |
| مسابقه آواز یوروویژن ۱۹۹۹ | Nayah                               | فرانسوی                   | "Je veux donner ma voix"                    | 19            | ۱۴            | بدون نیمه‌نهایی              | بدون نیمه‌نهایی              |
| مسابقه آواز یوروویژن ۲۰۰۰ | Sofia Mestari                       | فرانسوی                   | "On aura le ciel"                           | 23            | ۵             | بدون نیمه‌نهایی              | بدون نیمه‌نهایی              |
| مسابقه آواز یوروویژن ۲۰۰۱ | ناتاشا سنت پیر                      | فرانسوی، زبان انگلیسی     | "Je n'ai que mon âme"                       | 4             | ۱۴۲           | بدون نیمه‌نهایی              | بدون نیمه‌نهایی              |
| مسابقه آواز یوروویژن ۲۰۰۲ | Sandrine François                   | فرانسوی                   | "Il faut du temps"                          | 5             | ۱۰۴           | بدون نیمه‌نهایی              | بدون نیمه‌نهایی              |
| مسابقه آواز یوروویژن ۲۰۰۳ | Louisa Baïleche                     | فرانسوی                   | "Monts et merveilles"                       | 18            | ۱۹            | بدون نیمه‌نهایی              | بدون نیمه‌نهایی              |
| مسابقه آواز یوروویژن ۲۰۰۴ | جاناتان سرادا                       | فرانسوی، زبان اسپانیایی   | "À chaque pas"                              | 15            | ۴۰            | عضو «چهار بزرگ»             | عضو «چهار بزرگ»             |
| مسابقه آواز یوروویژن ۲۰۰۵ | Ortal                               | فرانسوی                   | "Chacun pense à soi"                        | 23            | ۱۱            | عضو «چهار بزرگ»             | عضو «چهار بزرگ»             |
| مسابقه آواز یوروویژن ۲۰۰۶ | Virginie Pouchain                   | فرانسوی                   | "Il était temps"                            | 22            | ۵             | عضو «چهار بزرگ»             | عضو «چهار بزرگ»             |
| مسابقه آواز یوروویژن ۲۰۰۷ | لس فاتالس پیکارد                    | فرانسوی، انگلیسی          | "L'amour à la française"                    | 22            | ۱۹            | عضو «چهار بزرگ»             | عضو «چهار بزرگ»             |
| مسابقه آواز یوروویژن ۲۰۰۸ | سباستین تلیه                        | انگلیسی، فرانسوی          | "Divine"                                    | 19            | ۴۷            | عضو «چهار بزرگ»             | عضو «چهار بزرگ»             |
| مسابقه آواز یوروویژن ۲۰۰۹ | پاتریسیا کاس                        | فرانسوی                   | "Et s'il fallait le faire"                  | 8             | ۱۰۷           | عضو «چهار بزرگ»             | عضو «چهار بزرگ»             |
| مسابقه آواز یوروویژن ۲۰۱۰ | جسی ماتادور                         | فرانسوی                   | "Allez Ola Olé"                             | 12            | ۸۲            | عضو «چهار بزرگ»             | عضو «چهار بزرگ»             |
| مسابقه آواز یوروویژن ۲۰۱۱ | آموری واسلی                         | زبان کرسی                 | "Sognu"                                     | 15            | ۸۲            | عضو «پنج بزرگ»              | عضو «پنج بزرگ»              |
| مسابقه آواز یوروویژن ۲۰۱۲ | آنگون                               | فرانسوی، انگلیسی          | "Echo (You and I)"                          | 22            | ۲۱            | عضو «پنج بزرگ»              | عضو «پنج بزرگ»              |
| مسابقه آواز یوروویژن ۲۰۱۳ | آماندین بورژوآ                      | فرانسوی                   | "L'enfer et moi"                            | 23            | ۱۴            | عضو «پنج بزرگ»              | عضو «پنج بزرگ»              |
| مسابقه آواز یوروویژن ۲۰۱۴ | تویین تویین                         | فرانسوی                   | "Moustache"                                 | 26            | ۲             | عضو «پنج بزرگ»              | عضو «پنج بزرگ»              |
| مسابقه آواز یوروویژن ۲۰۱۵ | لیزا آنجل                           | فرانسوی                   | "N'oubliez pas"                             | ۲۵            | ۴             | عضو «پنج بزرگ»              | عضو «پنج بزرگ»              |
| مسابقه آواز یوروویژن ۲۰۱۶ | امیر حداد (خواننده)                 | فرانسوی، انگلیسی          | "دنبالش می‌گشتم (ترانه امیر حداد)"           | ۶             | ۲۵۷           | عضو «پنج بزرگ»              | عضو «پنج بزرگ»              |
| مسابقه آواز یوروویژن ۲۰۱۷ | آلما (خواننده فرانسوی)              | فرانسوی، انگلیسی          | "مرثیه (ترانه آلما)"                        | ۱۲            | ۱۳۵           | عضو «پنج بزرگ»              | عضو «پنج بزرگ»              |
| مسابقه آواز یوروویژن ۲۰۱۸ | مادام موسیو                         | فرانسوی                   | "Mercy"                                     | ۱۳            | ۱۷۳           | عضو «پنج بزرگ»              | عضو «پنج بزرگ»              |
| مسابقه آواز یوروویژن ۲۰۱۹ | بلال حسنی                           | فرانسوی، انگلیسی          | "Roi"                                       | ۱۶            | ۱۰۵           | عضو «پنج بزرگ»              | عضو «پنج بزرگ»              |